# Торнгат-Маунтинс

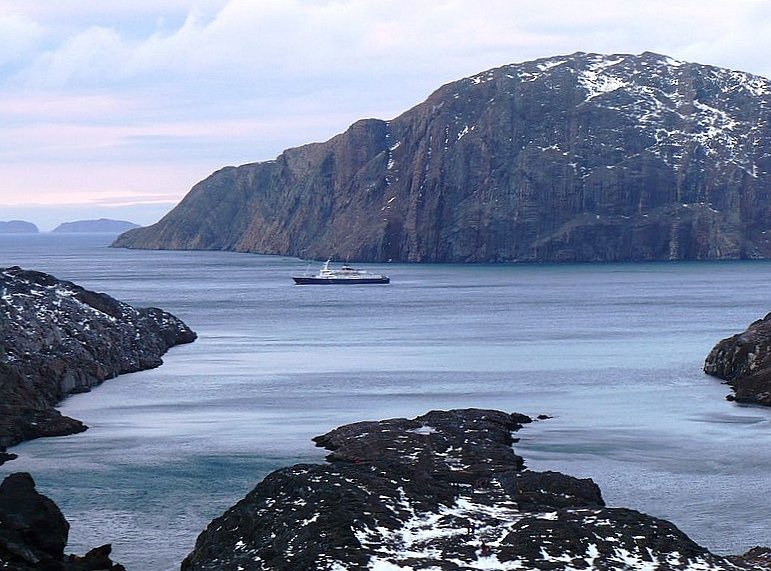
Остров Киллинек

Торнгат-Маунтинс (англ. Torngat Mountains National Park) — национальный парк Канады, расположенный на северо-востоке полуострова Лабрадор канадской провинции Ньюфаундленд и Лабрадор, на границе с провинцией Квебек.
Основанный 1 декабря 2005 года, парк является первым национальным парком Лабрадора и самым крупным в Атлантической Канаде.
Национальный парк протянулся от мыса Чидли (Cape Chidley) на севере до залива Саглек на юге. Восточная граница парка является берегом моря Лабрадор, северная — проходит по территории острова Киллинек, на западе — совпадает с границей Квебека.
По западной части парка протянулись горы Торнгат, являющиеся частью Арктических Кордильер. По названию гор назван и парк. Наивысшая точка парка — гора Кобвик (Д’Ибервиль в Квебеке) высотой 1652 метра.
На территории парка водится множество млекопитающих — белые и чёрные медведи, карибу, полярные зайцы, песцы, гнездятся птицы, в том числе беркуты и соколы-сапсаны.
В переводе с инуитского языка Торнгат обозначает Место души.